# هنريكي بريتو
هنريكي بريتو (21 أبريل 1997 في البرتغال - ) هو لاعب كرة قدم برتغالي في مركز الدفاع. لعب مع نادي جل فيسنتي.

## وصلات خارجية
- هنريكي بريتو على موقع قاعدة بيانات كرة القدم.إي يو (الإنجليزية)
- هنريكي بريتو على موقع Soccerway.com (الإنجليزية)
- هنريكي بريتو على موقع AS.com (الإسبانية)